# André Couteaux
Pour les articles homonymes, voir Coûteaux.
André Couteaux, né le 17 janvier 1925 à Paris et mort dans la même ville le 14 janvier 1986, est un écrivain français d'origine belge.

## Biographie

### Famille
Descendant de Mathieu Coûteaux, bailli et receveur de Claude Lamoral II de Ligne pour la baronnie de Belœil, il est le petit-fils de l'avocat Louis Gustave Joseph Marie Coûteaux et de Clotilde Jeanne Marie Tubini (en), et le neveu de Gabriel Coûteaux (né en 1896), armateur et agent maritime, propriétaire du SS Thorøy (en) et commandeur de l'Ordre de Saint-Grégoire-le-Grand,,. Fils de Louis Albert Joseph Marie Coûteaux, né le 31 juillet 1899 à Constantinople, négociant, représentant de Lever Bros et directeur de la compagnie britannique MacNamara en Turquie, et de Katevana Elbori-Dsasokov-Tzaradzontzev (née à Vladikavkaz, en Ossétie-du-Nord-Alanie, en Russie, remariée à  Hubert de Truchis de Lays, directeur de la Banque ottomane). Ils se marient, le 5 juillet 1926, en Tchécoslovaquie. Il épouse Béatrice de Cambronne, styliste apparaissant dans Les Pianos mécaniques de Juan Antonio Bardem, fille de Claude de Cambronne et sœur de Laurence de Cambronne (en). Il est le père du député européen souverainiste, Paul-Marie Coûteaux, et de Stanislas Coûteaux, agent immobilier et fondateur de Book-a-flat,,,.

### Carrière
En 1955, il participe au Congrès pour la liberté de la culture, une association culturelle anticommuniste[réf. nécessaire]. 
Il présente le 21 janvier 1974, le comte de Paris, Henri d'Orléans (1933-2019) à sa seconde épouse, Micaela Cousino. En 1976, il est auditionné pendant l'affaire de l'assassinat du trésorier de l'UDI, le prince Jean de Broglie et se trouve avec l'un des deux commanditaires présumés, au moment de son arrestation, Patrick de Ribemont. Il vécut les dix dernières années de sa vie à Sylvains-les-Moulins, dans l'Eure.[citation nécessaire]

## Publications
- 1961 : Un monsieur de compagnie, adapté au cinéma en 1964 (ASIN B0014XAVEW)
- 1966 : L'Enfant à femmes  (ISBN 2253001708) (traduit Portrait of the boy as a young wolf)
- 1969 : Un homme, aujourd'hui (ASIN B0014XAVIS)
- 1972 : Don Juan est mort  (ISBN 978-2709616799)
- 1973 : Le Zigzagli (ASIN B0000DOKP1)
- 1974 : La Guibre  (ISBN 2708300261)
- Traité du Pique-assiette, non publié[9]

## Récompenses
- 1961 : Prix Courteline, pour Un monsieur de compagnie, adapté au cinéma en 1964 (ASIN B0014XAVEW)
- 1966 : Grand prix de l'académie de l'humour, pour L'Enfant à femmes[10]  (traduit Portrait of the boy as a young wolf).

## Filmographie
Scénariste
- 1964 : Un monsieur de compagnie de Philippe de Broca
- 1969 : Mon oncle Benjamin d'Édouard Molinaro

Documentaire
- 2016 : L'Assassinat de Jean de Broglie, de Francis Gillery, France 3